# بلدرچین بوته‌ای خالدار
بلدرچین بوته‌ای خالدار (نام علمی: Turnix ocellatus) نام یک گونه از تیره بلدرچین بوته‌ای است.